# Sporisorium capillipedii
Sporisorium capillipedii är en svampart som först beskrevs av L. Ling, och fick sitt nu gällande namn av L. Guo 1990. Sporisorium capillipedii ingår i släktet Sporisorium och familjen Ustilaginaceae.   Inga underarter finns listade i Catalogue of Life.